# Waldo Semon
Waldo Lonsbury Semon (Demopolis, 10 settembre 1898 – Hudson, 26 maggio 1999) è stato un inventore statunitense.
A lui si attribuisce il merito di aver inventato metodi per rendere funzionale il cloruro di polivinile.

## Biografia
È nato il 10 settembre 1898.
Semon è conosciuto soprattutto per aver inventato il vinile, la seconda plastica più usata al mondo. Ha scoperto la formula del vinile mescolando alcuni polimeri sintetici, e il risultato è stato una sostanza elastica, ma non adesiva. Semon ha lavorato su metodi per migliorare la gomma, e alla fine ha sviluppato un sostituto sintetico. L'11 dicembre 1935, creò il Koroseal da sale, coke e calcare, un polimero che poteva essere realizzato in qualsiasi consistenza. Semon realizzò più di 5.000 altri composti di gomma sintetica, conseguendo il successo con l'Ameripol (AMERican POLymer) nel 1940 per la società B.F. Goodrich. In tutto, Semon deteneva 116 brevetti, ed è stato inserito nella Invention Hall of Fame nel 1995 all'età di 97 anni.
Presso la B.F. Goodrich, Semon ha fatto rapporto a Harry L. Fisher e successivamente ha supervisionato Benjamin S. Garvey, entrambi i quali hanno ricevuto la medaglia Charles Goodyear.
A Semon viene talvolta attribuito il merito di aver inventato la gomma da masticare, ma questo è inesatto. Ha inventato una sostanza indigesta di gomma sintetica che poteva essere usata come gomma da masticare (e produceva bolle eccezionalmente grandi), ma il prodotto è rimasto una curiosità e non è mai stato venduto. Semon si è laureato all'Università di Washington ottenendo una laurea in chimica e un dottorato di ricerca in ingegneria chimica.
È stato insignito della medaglia Charles Goodyear nel 1944 e della medaglia Elliott Cresson nel 1964. Dopo essersi ritirato dalla B.F. Goodrich, è stato professore di ricerca alla Kent State University di Kent, Ohio. È morto a Hudson, Ohio, il 26 maggio 1999, all'età di 100 anni.

## Eredità
La Waldo Semon Woods Conservation Area è così chiamata in onore dell'inventore, per la sua donazione di terreni a Metro Parks, al servizio di Summit County, Ohio. Si tratta di oltre 100 acri, con uno stagno dove spesso si vedono aironi, tartarughe e anfibi.